# بيو باروخا
بيو باروخا إيه نيسي (بالإسبانية: Pío Baroja) كاتب وطبيب إسباني ينتمي إلى جيل 98. وُلد في سان سباستيان، إسبانيا في 28 ديسمبر عام 1872. هو أخو الرسام والكاتب ريكاردو باروخا والكاتبة كارمن باروخا. تخصص في كتابة الأعمال الرروائية بشكل كبير، فيما تميزت أعماله الروائية بوجود بطل رئيسي. وكانت معظم شخصياته كائنات معارضة للمجتمع غير قادرة على التكيّف معه، إلا أنها كانت تصل إلى الهزيمة والاستسلام إلى النظام الذي ترفضه. وتُوفي في مدريد في 30 أكتوبر عام 1956.

## إنتاجه الأدبي
نشر باروخا عمله الأول عا 1900 تحت عنوان حيوات قاتمة، مجموعة من القصص القصيرة، وتندرج أغلبية ما كتبه تحت تصرفات بلدة ثيستونا بإقليم الباسك وتجاربه الخاصة معهم بوصفه طبيب. وبدأ في الكتابة لعدد من الصحف والمجلات. خاض باروخا تجربتين سياسيتين إلا أنه فشل في تحقيقهما؛ حيث حاول الوصول إلى عضوية البرلمان في 1909 ثم في عام 1918 ولم يحالفه الحظ في المرتين. كان عضوًا في الأكاديمية الملكية الإسبانية عام 1935.
تخصص باروخا في كتابة وإنتاج الأعمال الروائية، حيث كتب ما يزيد عن أربعين رواية. وتخصص باروخا في جمعهيما في ثلاثيات مثلما ظهر في الأرض الباسكية والتي ضمت كل من بيت أثيجوري والابن البكر لبراث وثالاكين المغامر وأسطورة خوان دي ألثاتي؛ وثلاثية الصراع من أجل الحياة وتضم روايات: البحث وعشبة خبيثة وفجر أحمر؛ وثلاثية الماضي التي تضم أسطورة خوان دي ألثاتيمهرجان الحذرين والرومنسيون الأخيرون والمآسي المضحكة.
كتب باروخا اثنين وعشرين جزءًا من رواية تاريخية بعنوانمذكرات رجل عملي، وهي مستوحاة من حياة المغامر أوخينيو دي أبيناريتا، حيث يصور أحداث الحياة الإسبانية من حرب الاستقلال حتى عهد الملكة ماريا كريستينا في مطلع القرن العشرين.

## وصلات خارجية
- بيو باروخا على موقع IMDb (الإنجليزية)
- بيو باروخا على موقع الموسوعة البريطانية (الإنجليزية)
- بيو باروخا على موقع ميوزك برينز (الإنجليزية)
- بيو باروخا على موقع ديسكوغز (الإنجليزية)
- بيو باروخا على موقع قاعدة بيانات الفيلم (الإنجليزية)